# Championnats du monde de natation 2005
Navigation
Mondiaux 2003 Mondiaux 2007
Les 11es championnats du monde de natation se sont tenus du 16 au 31 juillet 2005 à Montréal (Canada). Toutes les épreuves de natation sportive, de plongeon, de water polo et de natation synchronisée se sont déroulées dans le complexe aquatique de l'Île Sainte-Hélène, situé dans le Parc Jean-Drapeau. Les épreuves de nage en eau libre se sont, quant à elles, déroulées dans le bassin olympique d'aviron et de canoë-kayak.
La ville québécoise est la première du continent nord-américain à accueillir la compétition bisannuelle. Pourtant, Montréal a failli ne jamais organiser ces championnats après que la Fédération internationale de natation a annulé la tenue des mondiaux en janvier 2005. Après avoir apporté des garanties financières, Montréal obtient de nouveau l'organisation en février 2005.
Pour la seconde fois consécutive, les États-Unis terminent à la première place du classement des médailles en devançant l'Australie et la Chine. Le pays hôte canadien remporte un record de dix médailles. En individuel, l'Américain Michael Phelps est le sportif le plus médaillé (4 en or, 1 en argent). Chez les femmes, c'est l'Australienne Lisbeth Lenton qui remporte le plus de médailles (3 en or, 2 en argent). Ce sont pourtant l'Australien Grant Hackett (3 en or, 1 en argent, 1 en bronze) et la Zimbabwéenne Kirsty Coventry (2 en or, 2 en argent) qui sont désignés nageurs des championnats.

## Choix de la ville organisatrice

### Montréal désignée ville hôte
Quatre villes déposent leur candidature à l'organisation des 11es championnats du monde de natation : Long Beach (États-Unis), Melbourne (Australie), Montréal (Canada) et Rio de Janeiro (Brésil). Le 21 juillet 2001, dans le cadre des 9es championnats du monde de natation, organisés à Fukuoka au Japon, la Fédération internationale de natation annonce la victoire de la candidature montréalaise par la voix de son président Mustapha Larfaoui. À l'issue du troisième tour de vote, la métropole de la province de Québec devance d'une seule voix la candidature californienne de Long Beach. Montréal devient ainsi la première ville nord-américaine à accueillir l'événement majeur des sports aquatiques.
| Ville          | 1er tour | 2d tour | 3e tour |
| -------------- | -------- | ------- | ------- |
| Montréal       | 5        | 9       | 11      |
| Long Beach     | 8        | 8       | 10      |
| Rio de Janeiro | 5        | 4       | -       |
| Melbourne      | 3        | -       | -       |

### Les infrastructures, le financement

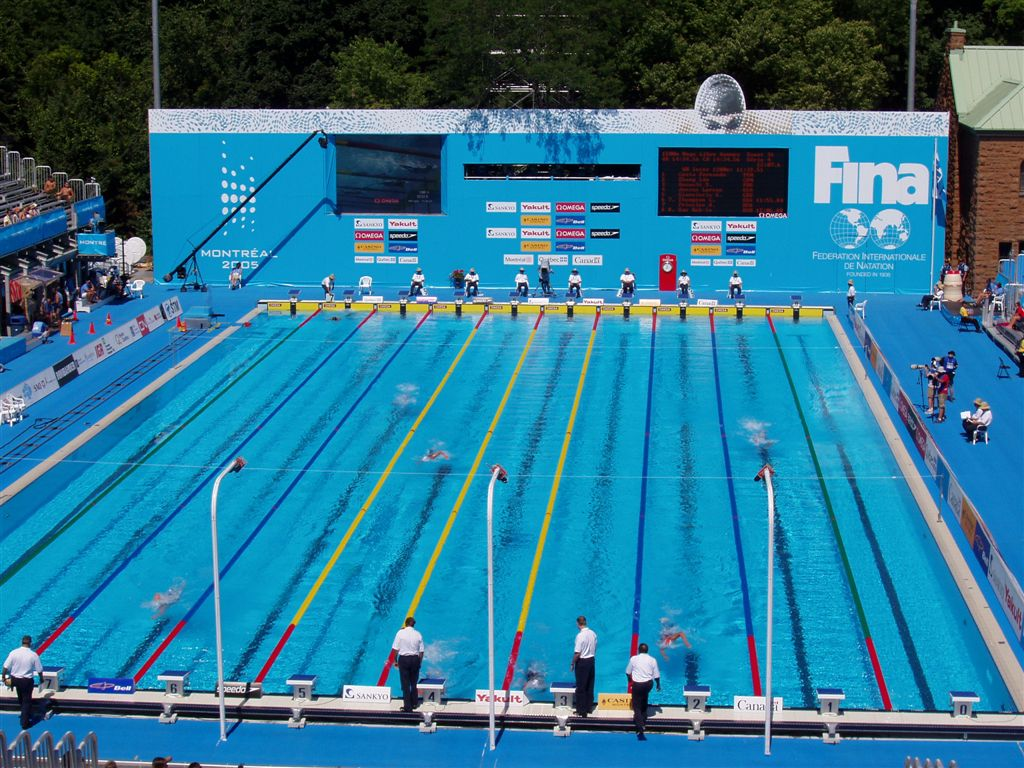
Bassin utilisé pour les courses de natation sportive lors des championnats du monde.

Après aménagement, le Pavillon des baigneurs doit accueillir l'intégralité des épreuves de natation sportive et de plongeon. Treize mille spectateurs pourront assister aux épreuves de natation sportive. Les compétitions de natation synchronisée et celles de water polo se déroulent dans des piscines provisoires à proximité du Pavillon des baigneurs. L'ensemble des installations est réuni dans un complexe sportif baptisé pour l'occasion « Complexe aquatique de l'île Sainte-Hélène ».
Les épreuves de nage en eau libre se déroulent dans le bassin olympique qui a accueilli les compétitions de canoë-kayak en ligne et d'aviron lors des Jeux olympiques d'été de 1976.
Le budget prévisionnel de l'organisation s'établit à 46 millions de dollars. Les pouvoirs publics (les gouvernements du Canada et du Québec, la ville de Montréal) participent à environ 50 % de ce financement.
Peu de temps après l'annonce de la victoire de la candidature montréalaise, un comité d'organisation est désigné. Deux coprésidents sont nommés à sa tête : Richard Pound et Roger Legaré.

### Des difficultés de l'organisation à l'annulation
Devant l'insuffisance des parrainages privés, le comité d'organisation des championnats fait appel aux pouvoirs publics pour boucler le budget nécessaire à l'accueil des compétitions. Il manque en effet environ 10 millions de dollars canadiens au comité d'organisation à cause des faibles soutiens privés et des faibles ventes de places pour la compétition.
Début janvier 2005, le ministre du sport et du loisir Jean-Marc Fournier demande à la Fédération internationale de natation, organe décisionnel de l'élection de la ville hôte de participer au financement à hauteur de 3,6 millions de dollars. Le gouvernement québécois se voit cependant refuser cette aide par l'institution.
Le 19 janvier 2005 à Francfort, la FINA annonce à l'unanimité de ses membres le retrait de l'organisation des championnats du monde à Montréal à cause des problèmes de financement du comité d'organisation de Montréal 2005. La FINA avait auparavant accordé un délai aux organisateurs québécois pour trouver les appuis financiers manquant.

### Seconde élection
À la suite de sa décision de retirer l'organisation des championnats du monde à la ville de Montréal, la FINA décide de lancer un appel aux candidatures afin de désigner une nouvelle ville hôte pour accueillir le rendez-vous international. Rapidement, la Grèce, les villes allemandes de Berlin et Munich, puis Moscou annoncent leur intention d'accueillir les Mondiaux aquatiques.
Afin de sauver la candidature canadienne, le maire de Montréal Gérald Tremblay promet une aide financière de près de 10 millions de dollars canadiens pour boucler le budget final de 36,5 millions de dollars et assure vouloir combler l'éventuel déficit. Après avoir essuyé de nombreuses critiques à la suite de la décision de la FINA, le directeur général du comité organisateur Yvon DesRochers se suicide le 2 février,.
Finalement, le 10 février 2005, la Fédération internationale annonce revenir sur sa décision et désigne pour la seconde fois Montréal comme ville hôte, celle-ci ayant fourni les garanties financières à l'institution internationale.

## Les résultats

### Plongeon
| Épreuves                    | Or                                    | Argent                                     | Bronze                                    |
| --------------------------- | ------------------------------------- | ------------------------------------------ | ----------------------------------------- |
| Hommes                      |                                       |                                            |                                           |
| 1 m individuel 21 juillet   | Alexandre Despatie Canada             | Xiang Xu Chine                             | Wang Feng Chine                           |
| 3 m individuel 19 juillet   | Alexandre Despatie Canada             | Troy Dumais États-Unis                     | He Chong Chine                            |
| 10 m individuel 23 juillet  | Hu Jia Chine                          | José Antonio Guerra Oliva Cuba             | Gleb Galperin Russie                      |
| 3 m synchronisé 17 juillet  | Chine He Chong Wang Feng              | Allemagne Tobias Schellenberg Andreas Wels | États-Unis Justin Dumais Troy Dumais      |
| 10 m synchronisé 24 juillet | Russie Dmitry Dobroskok Gleb Galperin | Chine Yang Jinghui Hu Jia                  | Royaume-Uni Peter Waterfield Leon Taylor  |
| Femmes                      |                                       |                                            |                                           |
| 1 m individuel 18 juillet   | Blythe Hartley Canada                 | Wu Minxia Chine                            | Heike Fischer Allemagne                   |
| 3 m individuel 22 juillet   | Guo Jingjing Chine                    | Wu Minxia Chine                            | Tania Cagnotto Italie                     |
| 10 m individuel 20 juillet  | Laura Wilkinson États-Unis            | Loudy Tourky Australie                     | Jia Tong Chine                            |
| 3 m synchronisé 24 juillet  | Chine Li Ting Guo Jingjing            | Allemagne Ditte Kotzian Conny Schmalfuss   | Ukraine Kristina Ishchenko Olena Fedorova |
| 10 m synchronisé 17 juillet | Chine Jia Tong Yuan Pei Lin           | Australie Loudy Tourky Chantelle Newbery   | Canada Meaghan Benfeito Roseline Filion   |

### Nage en eau libre
| Épreuves                | Or                       | Argent                   | Bronze                  |
| ----------------------- | ------------------------ | ------------------------ | ----------------------- |
| 5 km femmes 17 juillet  | Larisa Ilchenko Russie   | Margy Keefe États-Unis   | Edith van Dijk Pays-Bas |
| 5 km hommes 17 juillet  | Thomas Lurz Allemagne    | Chip Peterson États-Unis | Simone Ercoli Italie    |
| 10 km femmes 20 juillet | Edith van Dijk Pays-Bas  | Federica Vitale Italie   | Britta Kamrau Allemagne |
| 10 km hommes 20 juillet | Chip Peterson États-Unis | Thomas Lurz Allemagne    | Petar Stoychev Bulgarie |
| 25 km femmes 22 juillet | Edith van Dijk Pays-Bas  | Britta Kamrau Allemagne  | Laura La Piana Italie   |
| 25 km hommes 23 juillet | David Meca Espagne       | Brendan Capell Australie | Petar Stoychev Bulgarie |

### Natation synchronisée
| Épreuves           | Or | Argent | Bronze |
| ------------------ | --- | --- | --- |
| Combiné 20 juillet | Russie : Anastasia Davydova, Anastasia Ermakova, Maria Gromova, Natalia Ishchenko, Elvira Khasyanova, Olga Kuzhela, Olga Larkina, Elena Ovtchinnikova, Svetlana Romashina et Anna Shorina | Japon : Saho Harada, Naoko Kawashima, Kanako Kitao, Hiromi Kobayashi, Erika Komura, Takako Konishi, Ayako Matsumura, Emiko Suzuki et Masako Tachibana  | Espagne : Raquel Corral, Andrea Fuentes, Tina Fuentes, Thais Henriquez, Gemma Mengual, Gisela Morón, Irina Rodriguez, Paola Tirados et Cristina Violan                       |
| Solo 21 juillet    | Virginie Dedieu France | Natalia Ischenko Russie | Gemma Mengual Espagne |
| Duo 22 novembre    | Russie Anastasia Davydova Anastasia Ermakova | Espagne Gemma Mengual Paola Tirados | Japon Saho Harada Emiko Suzuki |
| Équipe 23 novembre | Russie : Maria Gromova, Natalia Ishchenko, Elvira Khasyanova, Olga Kuzhela, Olga Larkina, Elena Ovchinnikova, Svetlana Romashina, et Anna Shorina                                         | Japon : Saho Harada, Naoko Kawashima, Kanako Kitao, Hiromi Kobayashi, Erika Komura, Takako Konishi, Ayako Matsumura, Emiko Suzuki, et Masako Tachibana | Espagne : Raquel Corral, Andrea Fuentes Fache, Tina Fuentes, Thais Henriquez, Gemma Mengual, Gisela Moron Rovira, Irina Rodriguez Alvarez, Paola Tirados, et Cristina Violan |

### Water polo
| Épreuves          | Or                   | Argent     | Bronze |
| ----------------- | -------------------- | ---------- | ------ |
| Femmes 29 juillet | Hongrie              | États-Unis | Canada |
| Hommes 30 juillet | Serbie-et-Monténégro | Hongrie    | Grèce  |

### Courses en bassin

#### Podiums masculins
| Épreuves                          | Or                                                                  | Or               | Argent                                                                    | Argent         | Bronze                                                                 | Bronze         |
| --------------------------------- | ------------------------------------------------------------------- | ---------------- | ------------------------------------------------------------------------- | -------------- | ---------------------------------------------------------------------- | -------------- |
| Nage libre                        |                                                                     |                  |                                                                           |                |                                                                        |                |
| 50 m 30/07                        | Roland Schoeman Afrique du Sud                                      | 21 s 69 RC       | Duje Draganja Croatie                                                     | 21 s 94        | Bartosz Kizierowski Pologne                                            | 22 s 02        |
| 100 m 28/07                       | Filippo Magnini Italie                                              | 48 s 12 RC       | Roland Schoeman Afrique du Sud                                            | 48 s 28        | Ryk Neethling Afrique du Sud                                           | 48 s 34        |
| 200 m 26/07                       | Michael Phelps États-Unis                                           | 1 min 45 s 20    | Grant Hackett Australie                                                   | 1 min 46 s 14  | Ryk Neethling Afrique du Sud                                           | 1 min 46 s 63  |
| 400 m 24/07                       | Grant Hackett Australie                                             | 3 min 42 s 91    | Yuri Prilukov Russie                                                      | 3 min 44 s 44  | Oussama Mellouli Tunisie                                               | 3 min 46 s 08  |
| 800 m 27/07                       | Grant Hackett Australie                                             | 7 min 38 s 65 RM | Larsen Jensen États-Unis                                                  | 7 min 45 s 63  | Yuri Prilukov Russie                                                   | 7 min 46 s 64  |
| 1500 m 31/07                      | Grant Hackett Australie                                             | 14 min 42 s 58   | Larsen Jensen États-Unis                                                  | 14 min 47 s 58 | David Davies Grande-Bretagne                                           | 14 min 48 s 11 |
| Relais 4 × 100 m nage libre 24/07 | États-Unis Michael Phelps Neil Walker Nate Dusing Jason Lezak       | 3 min 13 s 77 RC | Canada Yannick Lupien Rick Say Mike Mintenko Brent Hayden                 | 3 min 16 s 44  | Australie Michael Klim Andrew Mewing Leith Brodie Patrick Murphy       | 3 min 17 s 56  |
| Relais 4 × 200 m nage libre 28/07 | États-Unis Michael Phelps Ryan Lochte Peter Vanderkaay Klete Keller | 7 min 6 s 58     | Canada Brent Hayden Colin Russell Rick Say Andrew Hurd                    | 7 min 9 s 73   | Australie Nicholas Sprenger Patrick Murphy Andrew Mewing Grant Hackett | 7 min 10 s 59  |
| Papillon                          |                                                                     |                  |                                                                           |                |                                                                        |                |
| 50 m 25/07                        | Roland Schoeman Afrique du Sud                                      | 22 s 96 RM       | Ian Crocker États-Unis                                                    | 23 s 12        | Sergiy Breus Ukraine                                                   | 23 s 38        |
| 100 m 30/07                       | Ian Crocker États-Unis                                              | 50 s 40 RM       | Michael Phelps États-Unis                                                 | 51 s 65        | Andriy Serdinov Ukraine                                                | 52 s 08        |
| 200 m 27/07                       | Pawel Korzeniowski Pologne                                          | 1 min 55 s 02    | Takeshi Matsuda Japon                                                     | 1 min 55 s 62  | Peng Wu Chine                                                          | 1 min 56 s 50  |
| Dos                               |                                                                     |                  |                                                                           |                |                                                                        |                |
| 50 m 31/07                        | Aristeidis Grigoriadis Grèce                                        | 24 s 95          | Matt Welsh Australie                                                      | 24 s 99        | Liam Tancock Grande-Bretagne                                           | 25 s 02        |
| 100 m 26/07                       | Aaron Peirsol États-Unis                                            | 53 s 62          | Randall Bal États-Unis                                                    | 54 s 02        | László Cseh Hongrie                                                    | 54 s 27        |
| 200 m 29/07                       | Aaron Peirsol États-Unis                                            | 1 min 54 s 66 RM | Markus Rogan Autriche                                                     | 1 min 56 s 63  | Ryan Lochte États-Unis                                                 | 1 min 57 s 00  |
| Brasse                            |                                                                     |                  |                                                                           |                |                                                                        |                |
| 50 m 27/07                        | Mark Warnecke Allemagne                                             | 27 s 63          | Mark Gangloff États-Unis                                                  | 27 s 71        | Kosuke Kitajima Japon                                                  | 27 s 78        |
| 100 m 25/07                       | Brendan Hansen États-Unis                                           | 59 s 37 RC       | Kosuke Kitajima Japon                                                     | 59 s 53        | Hugues Duboscq France                                                  | 1 min 0 s 20   |
| 200 m 29/07                       | Brendan Hansen États-Unis                                           | 2 min 9 s 85     | Mike Brown Canada                                                         | 2 min 11 s 22  | Genki Imamura Japon                                                    | 2 min 11 s 54  |
| 4 nages                           |                                                                     |                  |                                                                           |                |                                                                        |                |
| 200 m 28/07                       | Michael Phelps États-Unis                                           | 1 min 56 s 68    | László Cseh Hongrie                                                       | 1 min 57 s 61  | Ryan Lochte États-Unis                                                 | 1 min 57 s 79  |
| 400 m 31/07                       | László Cseh Hongrie                                                 | 4 min 9 s 63     | Luca Marin Italie                                                         | 4 min 11 s 67  | Oussama Mellouli Tunisie                                               | 4 min 13 s 47  |
| Relais 4 × 100 m 4 nages 31/07    | États-Unis Aaron Peirsol Brendan Hansen Ian Crocker Jason Lezak     | 3 min 31 s 85    | Russie Arkady Vyatchanin Dmitry Komornikov Igor Marchenko Andrey Kapralov | 3 min 35 s 08  | Japon Tomomi Morita Kosuke Kitajima Ryo Takayasu Daisuke Hosokawa      | 3 min 35 s 40  |

#### Podiums féminins
| Épreuves                          | Or                                                                    | Or               | Argent                                                                | Argent        | Bronze                                                                | Bronze        |
| --------------------------------- | --------------------------------------------------------------------- | ---------------- | --------------------------------------------------------------------- | ------------- | --------------------------------------------------------------------- | ------------- |
| Nage libre                        |                                                                       |                  |                                                                       |               |                                                                       |               |
| 50 m 31/07                        | Libby Lenton Australie                                                | 24 s 59          | Marleen Veldhuis Pays-Bas                                             | 24 s 83       | Zhu Yingwen Chine                                                     | 24 s 91       |
| 100 m 29/07                       | Jodie Henry Australie                                                 | 54 s 18          | Malia Metella France & Natalie Coughlin États-Unis                    | 54 s 74       | -                                                                     | -             |
| 200 m 27/07                       | Solenne Figuès France                                                 | 1 min 58 s 60    | Federica Pellegrini Italie                                            | 1 min 58 s 73 | Yang Yu Chine & Josefin Lillhage Suède                                | 1 min 59 s 08 |
| 400 m 24/07                       | Laure Manaudou France                                                 | 4 min 6 s 44     | Ai Shibata Japon                                                      | 4 min 6 s 74  | Caitlin McClatchey Grande-Bretagne                                    | 4 min 7 s 25  |
| 800 m 30/07                       | Kate Ziegler États-Unis                                               | 8 min 25 s 31    | Brittany Reimer Canada                                                | 8 min 27 s 59 | Ai Shibata Japon                                                      | 8 min 27 s 86 |
| 1500 m 26/07                      | Kate Ziegler États-Unis                                               | 16 min 0 s 41    | Flavia Rigamonti Suisse                                               | 16 min 4 s 34 | Brittany Reimer Canada                                                | 16 min 7 s 73 |
| Relais 4 × 100 m nage libre 24/07 | Australie Jodie Henry Alice Mills Shayne Reese Libby Lenton           | 3 min 37 s 32 RC | Allemagne Petra Dallmann Antje Buschschulte Annika Liebs Daniela Gotz | 3 min 38 s 24 | États-Unis Natalie Coughlin Kara Lynn Joyce Lacey Nymeyer Amanda Weir | 3 min 38 s 31 |
| Relais 4 × 200 m nage libre 28/07 | États-Unis Natalie Coughlin Katie Hoff Whitney Myers Kaitlin Sandeno  | 7 min 53 s 70 RC | Australie Libby Lenton Shayne Reese Bronte Barratt Linda Mackenzie    | 7 min 54 s 06 | Chine Zhu Yingwen Pang Jiaying Zhou Yafei Yang Yu                     | 7 min 57 s 29 |
| Papillon                          |                                                                       |                  |                                                                       |               |                                                                       |               |
| 50 m 30/07                        | Danni Miatke Australie                                                | 26 s 11          | Anna-Karin Kammerling Suède                                           | 26 s 36       | Therese Alshammar Suède                                               | 26 s 39       |
| 100 m 25/07                       | Jessicah Schipper Australie                                           | 57 s 23 RC       | Libby Lenton Australie                                                | 57 s 37       | Otylia Jedrzejczak Pologne                                            | 58 s 57       |
| 200 m 28/07                       | Otylia Jedrzejczak Pologne                                            | 2 min 5 s 61 RM  | Jessicah Schipper Australie                                           | 2 min 5 s 65  | Yuko Nakanishi Japon                                                  | 2 min 9 s 40  |
| Dos                               |                                                                       |                  |                                                                       |               |                                                                       |               |
| 50 m 28/07                        | Giaan Rooney Australie                                                | 28 s 63          | Gao Chang Chine                                                       | 28 s 69       | Antje Buschschulte Allemagne                                          | 28 s 72       |
| 100 m 26/07                       | Kirsty Coventry Zimbabwe                                              | 1 min 0 s 24     | Antje Buschschulte Allemagne                                          | 1 min 0 s 84  | Natalie Coughlin États-Unis                                           | 1 min 0 s 88  |
| 200 m 30/07                       | Kirsty Coventry Zimbabwe                                              | 2 min 8 s 52     | Margaret Hoelzer États-Unis                                           | 2 min 9 s 94  | Reiko Nakamura Japon                                                  | 2 min 10 s 41 |
| Brasse                            |                                                                       |                  |                                                                       |               |                                                                       |               |
| 50 m 31/07                        | Jade Edmistone Australie                                              | 30 s 45          | Jessica Hardy États-Unis                                              | 30 s 85       | Brooke Hanson Australie                                               | 30 s 89       |
| 100 m 26/07                       | Leisel Jones Australie                                                | 1 min 6 s 25     | Jessica Hardy États-Unis                                              | 1 min 6 s 62  | Tara Kirk États-Unis                                                  | 1 min 7 s 43  |
| 200 m 29/07                       | Leisel Jones Australie                                                | 2 min 21 s 72 RM | Anne Poleska Allemagne                                                | 2 min 25 s 84 | Mirna Jukić Autriche                                                  | 2 min 27 s 11 |
| Quatre nages                      |                                                                       |                  |                                                                       |               |                                                                       |               |
| 200 m 25/07                       | Katie Hoff États-Unis                                                 | 2 min 10 s 41 RC | Kirsty Coventry Zimbabwe                                              | 2 min 11 s 13 | Lara Carroll Australie                                                | 2 min 13 s 32 |
| 400 m 31/07                       | Katie Hoff États-Unis                                                 | 4 min 36 s 07 RC | Kirsty Coventry Zimbabwe                                              | 4 min 39 s 72 | Kaitlin Sandeno États-Unis                                            | 4 min 40 s 85 |
| Relais 4 × 100 m 4 nages 30/07    | Australie Sophie Edington Leisel Jones Jessicah Schipper Libby Lenton | 3 min 57 s 47 RC | États-Unis Natalie Coughlin Jessica Hardy Rachel Komisarz Amanda Weir | 3 min 59 s 92 | Allemagne Antje Buschschulte Sarah Poewe Annika Mehlhorn Daniela Gotz | 4 min 2 s 51  |

## Bilan

### Bilan économique
Malgré les controverses quant à la nomination de la ville organisatrice, les organisateurs québécois ainsi que les dirigeants de la Fédération internationale de natation tirent un bilan positif des championnats du monde notamment sur le plan économique. L'organisation évoque un déficit financier de 4 millions de dollars canadiens, peu important selon elle par rapport au rayonnement apporté par la médiatisation de l'événement,. Au niveau populaire, les organisateurs ont vendu environ 160 000 places alors qu'ils en envisageaient 210 000.

### Bilan sportif
À l'issue de la compétition, l'Australien Grant Hackett (3 médailles d'or, 1 en argent, 1 en bronze, 1 record du monde) et la Zimbabéenne Kirsty Coventry (2 médailles d'or et 2 en argent) sont désignés meilleurs nageurs des championnats.

#### Records battus
En natation sportive, 9 records du monde et 25 records des championnats ont été battus.
| Date  | Épreuve               | Nouveau record                 | Nouveau record              | Ancien record                  | Ancien record | Ancien record |
| Date  | Épreuve               | Nageur                         | Temps                       | Nageur                         | Temps         | Date          |
| ----- | --------------------- | ------------------------------ | --------------------------- | ------------------------------ | ------------- | ------------- |
| 24/07 | 50 mètres papillon    | Roland Schoeman Afrique du Sud | 23 s 01' en 1/2 finale      | Ian Crocker États-Unis         | 23 s 30       | 29/02/2004    |
| 25/07 | 50 mètres papillon    | Roland Schoeman Afrique du Sud | 22 s 96' en finale          | Roland Schoeman Afrique du Sud | 23 s 01       | 24/07/2007    |
| 25/07 | 100 mètres brasse     | Jessica Hardy États-Unis       | 1 min 06 s 20 en 1/2 finale | Leisel Jones Australie         | 1 min 06 s 37 | 21/07/2003    |
| 27/07 | 800 mètres nage libre | Grant Hackett Australie        | 7 min 38 s 65 en finale     | Ian Thorpe Australie           | 7 min 39 s 16 | 24/07/2001    |
| 28/07 | 200 mètres papillon   | Otylia Jędrzejczak Pologne     | 2 min 05 s 61 en finale     | Otylia Jędrzejczak Pologne     | 2 min 05 s 78 | 04/08/2002    |
| 29/07 | 200 mètres dos        | Aaron Peirsol États-Unis       | 1 min 54 s 66 en finale     | Aaron Peirsol États-Unis       | 1 min 54 s 74 | 12/07/2004    |
| 29/07 | 200 mètres brasse     | Leisel Jones Australie         | 2 min 21 s 72 en finale     | Amanda Beard États-Unis        | 2 min 22 s 44 | 12/07/2004    |
| 30/07 | 100 mètres papillon   | Ian Crocker États-Unis         | 50 s 40' en finale          | Ian Crocker États-Unis         | 50 s 76       | 13/07/2004    |
| 31/07 | 50 mètres brasse      | Jade Edmistone Australie       | 30 s 45' en finale          | Zoe Baker Grande-Bretagne      | 30 s 57       | 30/07/2002    |

#### Tableau des médailles
| Rang | Pays                 | Médaille d'or | Médaille d'argent | Médaille de bronze | Total |
| 1    | États-Unis           | 17            | 15                | 7                  | 39    |
| 2    | Australie            | 13            | 8                 | 4                  | 25    |
| 3    | Chine                | 5             | 5                 | 7                  | 17    |
| 4    | Russie               | 5             | 3                 | 2                  | 10    |
| 5    | Canada               | 3             | 4                 | 3                  | 10    |
| 6    | France               | 3             | 1                 | 1                  | 5     |
| 7    | Allemagne            | 2             | 7                 | 4                  | 13    |
| 8    | Hongrie              | 2             | 2                 | 1                  | 5     |
| 9    | Zimbabwe             | 2             | 2                 | 0                  | 4     |
| 10   | Afrique du Sud       | 2             | 1                 | 2                  | 5     |
| 11   | Pays-Bas             | 2             | 1                 | 1                  | 4     |
| 12   | Pologne              | 2             | 0                 | 2                  | 4     |
| 13   | Italie               | 1             | 3                 | 3                  | 7     |
| 14   | Espagne              | 1             | 1                 | 3                  | 5     |
| 15   | Grèce                | 1             | 0                 | 1                  | 2     |
| 16   | Serbie-et-Monténégro | 1             | 0                 | 0                  | 1     |
| 17   | Japon                | 0             | 5                 | 7                  | 12    |
| 18   | Suède                | 0             | 1                 | 2                  | 3     |
| 19   | Autriche             | 0             | 1                 | 1                  | 2     |
| 20   | Cuba                 | 0             | 1                 | 0                  | 1     |
| 20   | Suisse               | 0             | 1                 | 0                  | 1     |
| 20   | Croatie              | 0             | 1                 | 0                  | 1     |
| 23   | Royaume-Uni          | 0             | 0                 | 4                  | 4     |
| 24   | Ukraine              | 0             | 0                 | 3                  | 3     |
| 25   | Bulgarie             | 0             | 0                 | 2                  | 2     |
| 25   | Tunisie              | 0             | 0                 | 2                  | 2     |
|      |                      | 62            | 63                | 62                 | 187   |